# Paul Leyhausen
Paul Leyhausen (* 10. November 1916 in Bonn; † 14. Mai 1998 in Windeck) war ein deutscher Zoologe und Verhaltensforscher. Er erforschte in den 1960er und 1970er Jahren in einer Außenstelle des Max-Planck-Instituts für Verhaltensphysiologie in Wuppertal speziell das Verhaltensrepertoire von Katzen.

## Werdegang
Nach Abitur (1936) sowie Arbeits- und Wehrdienst (bis 1939) studierte Paul Leyhausen zunächst an der Universität Bonn Zoologie, Botanik, Chemie und Geologie. Er wechselte 1941 an die Universität Königsberg, um bei Konrad Lorenz das damals neu entstehende Fach Tierpsychologie zu studieren, wo er rasch Lorenz’ wissenschaftliche Hilfskraft wurde. 1942 wurde er zur Wehrmacht eingezogen, geriet jedoch bald in britische Kriegsgefangenschaft, aus der er 1947 entlassen wurde. 1948 publizierte er eine verhaltensbiologische Studie über einen jungen Schwarzbären, den er im kanadischen Internierungslager gepflegt hatte.
Ebenfalls 1948 beendete Paul Leyhausen an der Universität Freiburg im Breisgau sein Studium in den Fächern Zoologie, Psychologie und Geologie und wurde mit einer von Otto Koehler betreuten Dissertation über „Beobachtungen an Löwen-Tiger-Bastarden“ zum Dr. rer. nat. promoviert. 1950 absolvierte er in Bonn zusätzlich die Hauptprüfung für Diplompsychologen und war danach u. a. bis 1952 als Lehrbeauftragter für Tierpsychologie am Psychologischen Institut der Universität Bonn tätig. Während dieser Zeit hatte er einen Arbeitsplatz im Zoologischen Forschungsinstitut und Museum Alexander Koenig in seiner Heimatstadt. Im Museum Koenig standen ihm u. a. ein kleines Tierhaus sowie einige Außengehege zur Verfügung. So konnte er einige Hauskatzen sowie eine einzelne brasilianische Tigerkatze halten, deren Verhalten beobachten und vergleichen sowie gezielte Verhaltensversuche unternehmen.
Als sein Stipendium für Bonn auslief, wechselte Paul Leyhausen 1952 als Referent für Biologie ans Institut für den Wissenschaftlichen Film (IWF, Göttingen), wo er die Encyclopaedia Cinematographica mitbegründete und bis 1958 mehr als 100 wissenschaftliche Filme produzierte.
Ab Juni 1958 hatte Leyhausen am Max-Planck-Institut für Verhaltensphysiologie in der Abteilung von Konrad Lorenz eine Assistentenstelle inne und baute in Wuppertal eine Außenstelle auf. 1961 wurde er zu deren Leiter ernannt, und er blieb dies bis zu seiner Emeritierung (1981).

## Forschungsthemen
Leyhausens wesentliche Arbeitsgebiete in Wuppertal waren die Systematik katzenartiger Raubtiere, Aktionskataloge des Verhaltens von Katzen- und Viverridenarten, die Ontogenese und Phylogenese komplexer Antriebssysteme, Raum-Zeit-Systeme des Sozialverhaltens bei Säugern und des Menschen sowie menschliche Antriebsprobleme.
In den mehr als 20 Jahren des Bestehens seiner Arbeitsgruppe in Wuppertal wurden in diesem Institut zahlreiche Katzenarten gehalten, darunter Arten, die vorher kaum je in Menschenobhut gelangt waren (Flachkopfkatze, Marmorkatze, Afrikanische Goldkatze) und/oder deren längerfristig erfolgreiche Haltung bis dahin meist erhebliche Schwierigkeiten bereitet hatte (Schwarzfußkatze, Sandkatze). Nur über die langen Jahre des engen täglichen „Zusammenlebens“ mit diesen wie auch mit den anderen im Wuppertaler Institut gehaltenen Arten (u. a. Asiatische Goldkatze, Bengalkatze, Serval, Baumozelot) konnte die umfassende und genaue Kenntnis ihrer Verhaltensrepertoires wie auch möglicher individueller Verhaltenseigentümlichkeit einzelner Tiere wachsen, die ihren Niederschlag in Leyhausens Publikationen fanden. So geht das heute bekannte Wissen über das Verhalten der meisten dieser Felidenarten immer noch zu einem ganz überwiegenden Teil auf die Beobachtungen in seiner Arbeitsgruppe zurück.
Leyhausen publizierte neben zahlreichen Fachaufsätzen und Fachbüchern auch diverse populärwissenschaftliche Bücher zur Katzenhaltung. Seine Forschungsarbeit ging umgehend ein in die Gestaltung von Katzengehegen in vielen Zoologischen Gärten.

## Schriften (Auswahl)
- Katzenseele. Wesen und Sozialverhalten. Franckh-Kosmos, 2. Aufl. 2005, ISBN 3-440-09864-8
- The cat who walks by himself. In: Donald A. Dewsbury: Studying Animal Behavior. Autobiographies of the Founders. Chicago University Press, Chicago und London 1985, ISBN 978-0-226-14410-8, S. 224–256.
- Katzen. Eine Verhaltenskunde. Parey, Berlin 1979, (5., völlig neubearbeitete Auflage), ISBN 978-3-489-60536-2.
- Cat Behavior: The Predatory and Social Behavior of Domestic and Wild Cats. Garland series in ethology, Taylor & Francis 1979, ISBN 978-0-8240-7017-5.
- mit Konrad Lorenz: Antriebe tierischen und menschlichen Verhaltens. Gesammelte Abhandlungen. Piper, München 1968.
- Biologie von Ausdruck und Eindruck. Teil 1. In: Psychologische Forschung. Band 31, 1967, S. 113–176, doi:10.1007/BF00424518.
- Biologie von Ausdruck und Eindruck. Teil 2. In: Psychologische Forschung. Band 31, 1967, S. 177–227, doi:10.1007/BF00419949.
- Über die Funktion der relativen Stimmungshierarchie (dargestellt am Beispiel der phylogenetischen und ontogenetischen Entwicklung des Beutefangs von Raubtieren). In: Zeitschrift für Tierpsychologie. Band 22, Nr. 4, 1965, S. 412–494, doi:10.1111/j.1439-0310.1965.tb01504.x.
- Domestikationsbedingte Verhaltenseigentümlichkeiten der Hauskatze. In: Zeitschrift für Tierzüchtung und Züchtungsbiologie. Band 77, Nr. 1–4, 1962, S. 191–197, doi:10.1111/j.1439-0388.1962.tb01244.x.
- Verhaltensstudien an Katzen. In: Zeitschrift für Tierpsychologie. Band 13, Beiheft 2, 1956, S. 1–120.
- Vergleichendes über die Territorialität bei Tieren und den Raumanspruch des Menschen. In: Homo. Internationale Zeitschrift für die vergleichende Forschung am Menschen. Band 5, 1954, S. 116–124. ISSN 0018-442X.
- Beobachtungen an Löwen‐Tiger‐Bastarden mit einigen Bemerkungen zur Systematik der Großkatzen. In: Zeitschrift für Tierpsychologie. Band 7, Nr. 1, 1950, S. 46–83, doi:10.1111/j.1439-0310.1950.tb01621.x.

## Belege
1. ↑  Gustav Peters: Nachruf: Paul Leyhausen (1916–1998). In: Bonner zoologische Beiträge. Band 49, 2000, S. 179–189, Volltext (PDF; 854 kB)

| Personendaten    | Personendaten                                                                                 |
| ---------------- | --------------------------------------------------------------------------------------------- |
| NAME             | Leyhausen, Paul                                                                               |
| KURZBESCHREIBUNG | deutscher Zoologe und Verhaltensforscher, der das Verhaltensrepertoire von Katzen untersuchte |
| GEBURTSDATUM     | 10. November 1916                                                                             |
| GEBURTSORT       | Bonn                                                                                          |
| STERBEDATUM      | 14. Mai 1998                                                                                  |
| STERBEORT        | Windeck                                                                                       |